# Madinat as-Sadat
Madinat as-Sadat (arab. مدينة السادات) – miasto w Egipcie, w muhafazie Al-Minufijja. W 2006 roku liczyło 48 666 mieszkańców.